# Netrunner
Netrunner est un jeu de cartes à collectionner édité en 1996 par Wizards of the Coast et conçu par Richard Garfield, le créateur de Magic : l'assemblée.
Son univers est tiré du jeu de rôle Cyberpunk 2020 édité par R. Talsorian Games. Ce dernier a par la suite produit un supplément pour utiliser Netrunner dans le cadre d'une partie du jeu de rôle intitulé Rache Bartmoss' Brainware Blowout.
Après plusieurs années d'absence de l'étal des boutiques spécialisées (de 1999 à 2013), le jeu est réapparu en 2010 sous format électronique (ou virtuelle) puis en 2013 sous la forme d'un jeu de cartes évolutif nommé Android Netrunner, fourni par l'éditeur Fantasy Flight Games.

## Le jeu
Netrunner décrit une lutte se déroulant dans le cyberspace entre une Corporation, une multinationale (la Corpo) et un pirate informatique (le Runner). L'objectif de la Corpo est de finaliser ses projets secrets avant que le Runner ne puisse les pirater et entraver ses plans secrets pour la domination du monde. Ce n'est pas facile, cependant, puisque la Corpo possède des sites de données bien défendus par des programmes informatiques malveillants appelés GLACE (acronyme pour Générateur de Logiciel Anti-intrusion par Contre-mesures Électroniques). Le Runner doit employer des programmes spécifiques (appelés brise glaces) pour passer à travers et pirater les plans dissimulés — afin d'empêcher la Corpo d'acquérir un pouvoir total. Tout ceci est géré dans le jeu par un système de ressources appelées crédits (représentant la monnaie), qui sont gagnés et dépensés au cours de la partie.
Le jeu se rapproche dans son fonctionnement d'une « Capture du drapeau ». Le Runner doit aller chercher des « drapeaux » (cartes Projets/Agendas) et les ramener en vie chez lui tandis que la Corpo doit les conserver et les mettre à l'abri.
Une des caractéristiques intéressantes de Netrunner est que chaque joueur dispose de capacités différentes, et emploie des cartes complètement différentes repérées par la couleur du dos des cartes.
Une autre caractéristique intéressante du jeu est que les ressources du jeu (les bits) ne sont pas des cartes mais des jetons que l'on peut gagner pour certaines actions (le runner en possède quatre) et qui se conservent de tour en tour.

## Les éditions
- Netrunner jeu de base version originale (v1.0) - 374 cartes - Sorti le 26 avril 1996
- Netrunner jeu de base version française (v2.0 fr) - 373 cartes (la carte Investment Firm n'existe pas en français)
- Netrunner extension Proteus (v2.1) - 154 cartes - Sortie en septembre 1996
- Netrunner extension Classic (v2.2) - 52 cartes, plus 6 cartes promotionnelles, qui sont des cartes du jeu de base avec un nouveau dessin et un texte corrigé des errata - Sortie en novembre 1999
- Netrunner extension « virtuelle » « Open War » - 126 cartes sortie le 7 septembre 2010 - disponible sur www.Netrunneronline.com